# 日本遗弃在华化学武器
日本遗弃在华化学武器（简称：日遗化武）是日本在第二次世界大战战败时，在中国境内遗弃的化学武器或是有毒物質，也是日本在亞洲戰區所遺留的其中一個歷史問題。

## 背景與概要
在抗日战争期间，多次出現违反《日內瓦條約》使用化学武器作戰的情況，造成戰場上出現無差別的大量伤亡，而雖然當時的國民政府也有研究化學武器，但準備不是很充分，在日軍據此也使用這些武器時，因為防毒面具等等保障配套相對缺乏，造成國軍常常受到更大的傷害，據統計，抗戰期間有近八萬軍民左右受到不同程度的化學身體損傷，侵華日軍在上海與南京等地起初考慮到因為有相當多的外國人聚落，這類化學武器相對不好使用，而之後1939年首次紀錄有地面部隊秘密使用，或是發配到東北與華中地區、東南亞等地給空軍使用，因為系統性的文獻從缺，投下的未爆彈等常常因深掩埋在地下，或弃之于田地江河湖泊之中，戰後無人聞問成為遺忘武器，直到1942年6月，時任總統羅斯福對日本警告已經掌握了證據，在美國揚言加倍報復的威脅下，日本才逐漸停止這種不人道的攻擊手段。1945年侵华日军将战败投降时，又在東北偏僻處哈爾巴嶺草草掩埋了這些庫存，中共建政之後，如果有發現其他類似有顏色標記的不明砲彈，受到當時技術條件限制沒辦法處理的，也會集中到此暫存。日本遗弃在华化学武器如果洩露，會对中国人民的生命财产和生态环境构成巨大危害，且自1950年代以來，曾导致黑龙江、吉林等多个省份工程期間多次发生日遗毒气受害事件，遭受直接伤害者达2,000余人，即使對於來中國銷毀武器的日本除污除爆小組，這也是非常危險的工作。
据歷史資料，1931到1943年有生產期間，製造了各类化学弹约776万发，有毒剂约7376吨，日方除比較著名731部隊外，還有设在齐齐哈尔的516部隊分支，以及在大久野岛製造這些武器，其中除了污染當地、也發生廠內洩漏事故造成日本工人死亡，至於在華使用量，日本推估關東軍戰後在中國境內遺留下可能有70萬件左右的危害性化學砲彈還沒處理，而中國當時號稱已发现各种日遗毒气弹近200万發，分布在中国十几个省，其中吉林省的约占全部的90%。之所以在吉林特別多，這是因為為了對付蘇聯從遠東龐大的入侵力量的情況下，大量化学武器在東北被準備著，不過根據日本編制的預算，只足夠針對日本製造的砲彈做清理，蘇軍當時使用的化學砲彈則另行處理，比如說在俄羅斯與蒙古邊界一帶，雙方當年作戰遺留的化學武器就出現問題，俄方是主張希望日本能夠一同處理。1987年，在日內瓦裁軍會議上，追究遺棄在亞太化學武器國的責任後，1992年《禁止化學武器條約》發布的第二年中日都署名加盟了條約，中日開始談判與調查毒氣彈數量，但數字糾紛引發了不快，雙方又衍生出毒氣彈在哪裏處理的技術爭議，因此，這一些爭執都拖延了一些化学武器清除進度，導致無法履行完成銷毀的條約國責任。按原計劃，條約於1997年生效後，要求所有簽署國需要10年內清除境內化學物質，故本該在2007年前完全銷毀。2014年開始，中日經過多輪談判，因為大部分武器均遭腐蝕，始合作採取所在地清除的方式，由日本投資相應設施等，將這些砲彈無害化，最終經過中方統計整理後，清查廢棄在中國各地的日軍毒氣彈的全部數量，確認實際總共約在33萬發，並將分別一一清點交給日方專業團隊，日本方面則承諾2016年能完成小規模處理哈爾巴嶺的廢棄彈藥，並把這一大批已經鏽蝕變形的武器加快處理，並在2022年前後完成所有毒氣彈無毒作業。

## 类别、特征与危害
日本遗弃在华化学武器大概有以下几类：
|                   |            |                                                | 包含化学战剂 | 包含化学战剂 | 包含化学战剂 | 包含化学战剂 | 包含化学战剂 | 包含化学战剂 | 包含化学战剂 | 包含化学战剂 | 包含化学战剂 |
| 芥子气            | 路易氏剂   | 二苯氰胂                                       | 二苯氯胂     | 光气         | 三氯化砷     | 氢氰酸       | 苯氯乙酮     | 其他         |              |              |              |
| ----------------- | ---------- | ---------------------------------------------- | ------------ | ------------ | ------------ | ------------ | ------------ | ------------ | ------------ | ------------ | ------------ |
| 遗 弃 化 武 类 型 | 化学炮弹   | （含化学榴弹炮弹 化学加农炮弹 化学迫击炮弹等） |              | 是           |              | 是           | 是           | 是           | 是           |              | 是           |
| 遗 弃 化 武 类 型 | 化学航空弹 | 50千克                                         |              |              | 是           | 是           |              |              |              |              |              |
| 遗 弃 化 武 类 型 | 化学航空弹 | 15千克                                         | 是           | 是           |              |              | 是           | 是           | 是           |              |              |
| 遗 弃 化 武 类 型 | 毒气筒     | 红筒                                           |              |              | 是           | 是           |              |              |              |              |              |
| 遗 弃 化 武 类 型 | 毒气筒     | 绿筒                                           |              |              |              |              |              |              |              | 是           |              |
| 遗 弃 化 武 类 型 | 毒剂桶     | 毒剂桶                                         | 是           | 是           |              |              |              |              |              |              |              |

在日本遗弃化学武器造成的毒气受害事件中，皮肤溃烂者占94%，呼吸系统受伤者占65%，当场死亡者占3%。2006年3月，黑龙江省对日本遗弃化学武器受害者进行了体检。体检发现，所有受害者的眼睛均受到不同程度的伤害，视力逐年下降，多数人的皮肤已经受损，一些人呼吸道损伤严重，免疫力下降。除了对人的生命健康造成损害以外，很多遗弃化学武器在土壤中遭到腐蚀，毒剂泄露进土壤，造成严重的土壤污染问题，其中多数泄露的毒剂造成土壤中砷超标严重，超出本底值的几十倍，上百甚至上千倍。
日本遗弃化学武器与其他普通弹药相比，在弹体颜色、弹体标志、弹内声响等方面都具有显著的特征，化学炮弹的弹体颜色为灰色，顶部装药区分带为一红、一蓝双色带；而普通炮弹的弹体颜色为黑色，顶部装药区分带为红色或绿色单色带。化学弹在弹体圆柱部中间有环状毒剂种类标志带，黄色为糜烂性毒剂、青色为窒息性毒剂、茶色为神经性毒剂、红色为呕吐剂、绿色为催泪剂。
黑龙江省社会科学院历史研究所研究员高晓燕在20世纪90年代做日本侵华战争遗迹考察时曾发现，大多数平民遇到遗弃的化学武器时，多半用来卖废铁换钱，也有人留做家用。而炮弹里的毒剂则被拿到冰面上炸鱼，有的拿去点煤油灯，甚至有人用作灭蝇药水，因而致伤致残致死惨剧不断。同时，日方从未向中方提供任何有关其遗弃在华化学武器的信息，已知的日本遗弃化学武器都是在事发城市建设或者居民日常生活中被偶然发现的，未来中国大陆可能还会出现日本遗弃化学武器泄漏事件。

## 谈判交涉

### 1997年以前
第二次世界大战结束后，日本政府曾长期不承认其在中国遗弃有大量化学武器。上世纪80年代末，在关于禁止化学武器的国际谈判过程中，中国政府提出将遗弃化学武器问题写入公约，并获得支持。20世纪80年代后期，中国政府开始正式向日本政府提出交涉。1990年，中国政府在日内瓦裁军谈判会议上首次提出了日本军遗弃在中国领土上的化学武器问题。
1991年6月，中日两国政府在北京举行了“关于日本遗弃在华化学武器问题”的首轮谈判。日本方面认为“战争问题已解决”，中方则认为这种说辞在推卸责任。1992年，中国政府在日内瓦裁军会议上提交了《关于已发现的外国在中国遗留的化学武器的一些问题》的文件，指明日军遗弃在中国领土上化学武器的问题。
据初步统计，迄今为止，已发现、尚未销毁的化学弹约200万发左右，因绝大部分仍埋在地下，确切数字尚待挖掘核实。化学毒剂的数量：迄今为止，已经发现、尚未彻底销毁处理的毒剂近100吨，已由中方销毁毒剂20余吨。——关于已发现的外国在中国遗留的化学武器的一些情况
据黑龙江省社会科学院高晓燕，日本政府最初对文件的态度是消极和抵触，拒绝向民间公布。在中国方面与国际舆论的要求和压力下，日本政府派出官方的调查团同中国方面共同调查，并有限度地承认责任。经过三轮谈判和多次联合调查取证，1993年2月，日本对遗留化学武器的态度由“未发现有关日军在中国遗弃化学武器的记载”和对“老化学武器问题悄悄处理勿使其政治化”转变为“没有理由说明这些老化学武器不是旧日军遗留下来的”。1996年，日本政府在调查后确认了吉林省敦化市郊哈尔巴岭的遗弃化学武器是日本制造的，并开始就处理和销毁的问题与中国进行磋商。

### 1997－2010
1997年4月，中日两国同时作为缔约国加入了联合国《禁止化学武器公约》。此公约采纳了中国的主张，提及了日方作为遗弃国负责销毁遗弃化学武器的国际法义务，并为销毁日本遗弃化学武器提供一切所需资金、技术、专家、设施及其他资源。根据规定，日本遗弃在中国的化学武器必须在10年内即2007年4月前彻底销毁完毕。中国政府按照《公约》第三条（b）款的规定，于1997年5月20日向禁止化学武器组织提交了中国关于日本遗弃在华化武数量、种类和已发现的遗弃化武分布情况等资料。
1999年7月30日，中日两国政府签署《中华人民共和国政府和日本国政府关于销毁中国境内日本遗弃化学武器的备忘录》，日本承诺将根据《中日联合声明》、《中日和平友好条约》、《禁止化学武器公约》的原则精神及《备忘录》的有关规定尽快解决这一问题。
2007年4月，日本首相安倍晋三向访问日本的中国国务院总理温家宝总理提到，为了加快销毁进程，引进移动式处理设备进行作业。国务院总理温家宝对此表示欢迎。2008年4月，中日两国外长会谈确定，南京与哈尔巴岭分别为为首个移动式销毁设施的设置地点与固定销毁设施的设置地点。国际先驱导报引述10月18日日本媒体消息，日本一家与遗弃化学武器处理相关公司的两位前社长，因涉嫌非法挪用处理遗弃化武专项资金1亿日元（约合625万元人民币），被日本东京地方检察院特别搜查部批准拘留。中国外交部发言人刘建超在当天的例行记者会上表示：“中方希望此事不要影响处理日遗化武工作的进程，也希望日方以负责任的态度早日解决该问题。”同日的日本《朝日新闻》社论认为，“处理遗弃化武是日本外交事务。在这一舞台上发生非法挪用事件降低了日本的外交信用”。次日，日本内阁府负责处理遗留化学武器工作的特命担当相岸田文雄对记者表示，“不应该出现这样的事情，令人感到很遗憾。”记者就修建哈尔巴岭的销毁涉事的时候日方是否会拖延资金一事询问中方专家，专家对此存在不同意见。一种看法认为日本政府没有故意拖延资金的意思，尽管日本国内有些右翼势力提一些无理的要求，但预算估计不会有影响。另一种看法则认为，不能完全排除到时出现经费不到位的情况，也不能完全排除日方到时以资金问题作为拖延化武处理进度的理由。
2008年5月13日，中国外交部副部长王毅在北京会见了来华访问的禁止化学武器组织技术秘书处总干事罗赫略·菲尔特一行。王毅强调，从保护中国人民的生命财产和生态环境出发，中国政府高度重视并希望早日销毁日本遗弃在华化学武器，赞赏并期待禁止化学武器组织技术秘书处继续在此方面发挥积极作用。菲尔特则表示禁止化学武器组织技术秘书处将继续积极参与处理日本遗弃在华化武进程。
据日本《产经新闻》2009年1月23日报道，日政府已决定今后3年冻结哈尔巴岭日遗化武销毁工程建设，并大幅销减处理日遗化武工作经费。外交部发言人姜瑜在答记者问时表示，中方已要求日方就此做出澄清。又说日方明确表示，《產經新聞》有关报道不符合事实，日本政府加快处理日本遗弃化武工作进程的方针没有变化。

### 2010年以后
2010年9月1日，销毁日本遗弃在华化学武器启动仪式在南京郊外举行。日本内阁府副大臣平冈秀夫代表日本政府宣布正式启动销毁日本遗弃在华化学武器。中国政府代表、外交部副部长张志军和禁止化学武器公约组织代表、技术秘书处特别项目办公室主任克日什托夫·帕图雷伊（英語：Krzysztof Paturej）应邀出席启动仪式并致辞。
2012年《禁止化学武器公约》规定的销毁时限到期前，中日双方签署了《关于2012年4月29日后销毁中国境内日本遗弃化学武器的备忘录》。日方承诺于2016年前完成在哈尔巴岭埋藏及保管以外的、向禁化武组织宣布过、且截至4月29日保存在中方托管库的遗弃化学武器，并力争于2022年前完成哈尔巴岭日本遗弃化学武器的销毁。日方同时承诺将继续承担责任销毁以后可能发现的日遗化武。2012年11月，禁止化学武器组织召开缔约国大会第十七届会议。会议报告鼓励中国和日本继续合作落实“2012年4月29日的时限以及日本遗弃在中华人民共和国境内化学武器的未来销毁”的决定。
据环球时报引述日本共同社2020年8月的报道，受到2019冠状病毒病疫情的影响，中日之间的人员往来大幅受限，处理侵华日军遗弃在中国各地化学武器的日本政府项目进入停滞状态，原计划2022年结束项目的目标也有可能无法实现。同年10月，中国常驻禁止化学武器组织代表出席禁化武组织第95届执行理事会，并作一般性辩论发言。发言提及，日本遗弃在华化学武器仍然对中国人民的生命财产和环境安全构成现实威胁，且总体销毁进程仍然严重滞后。

## 合作处置
根据《禁止化学武器公约》和中日双方《关于在中国境内销毁日本遗弃化学武器的备忘录》的规定，中国政府对日本进行的日本遗弃在华化学武器的挖掘、鉴别封存和托管、确定销毁技术、制定环境标准和销毁设施选址等方面做了大量工作，提供了一切必要的合作。
目前，日方办理部门为内阁府遗弃化学武器处理担当室。中方协调部门为外交部处理日本遗弃在华化学武器问题办公室和国防部处理日本遗弃化学武器办公室。
至2020年1月31日， 共计挖掘回收遗弃化学武器83650枚， 销毁57700枚。但销毁进展缓慢， 尚有近30万枚日遗化武等待销毁；目前，哈尔巴岭和哈尔滨的日本遗弃化学武器的销毁正在进行中。

### 移动式销毁设施
据2006年的统计数据，1995年2月至2006年4月逾10年间，中日双方进行了近60次日本遗弃化武的挖掘回收、鉴别包装、调查确认和基础调查等作业，共回收日本遗弃化武37499件，化学战剂污染物近200吨。不过在当时，中日联合作业平均一年不足6次，而且没有一枚被发现并临时存放的化武被销毁。2010年以后，中日双方采用“移动式销毁”处理日本遗弃在华化学武器。南京的移动式销毁设备由神户制钢所制造，可以塞进集装箱，方便转移、对遗留化武进行无公害销毁处理，由日方承担约35亿日元的总费用。日方共有50多人参与工作，解放军防化指挥工程学院担任协助角色。夏治强认为，中日双方对日遗化武的处置自此正式开始。双方陆续在南京、武汉、石家庄采用移动式销毁设备销毁保管于上述三地及其周边的日遗化武并顺利结束作业。在哈尔滨的移动销毁作业于2019年5月开始启动，在太原与广州的移动销毁设施选址工作也已完成。
| 地点     | 范围                                          | 开始时间       | 结束时间      | 成果                                    |
| -------- | --------------------------------------------- | -------------- | ------------- | --------------------------------------- |
| 南京市   | 南京及周边地区                                | 2010年9月1日   | 2013年8月28日 | 销毁化学武器35,681件 处理废弃物250吨    |
| 石家庄市 | 石家庄及周边地区                              | 2012年12月12日 | 2017年1月17日 | 销毁化学武器2,576件                     |
| 武汉市   | 武汉及周边地区 （含湖南、湖北、河南三省七地） | 2014年12月26日 | 2015年7月13日 | 销毁化学武器264件                       |
| 哈尔滨市 | 哈尔滨及周边地区                              | 2019年5月7日   | 进行中        | 销毁化学武器1,828件（截至2020年3月9日） |

### 哈尔巴岭工程
据中日双方推算，吉林省敦化市哈尔巴岭共埋藏有近30万枚遗弃化学武器。因為此处是目前已发现的日本遗弃化学武器最大埋藏点與主要集中點，于20世纪50年代初东北军区为了处理当地以及附近发现的遗留毒弹形成。對多數日本的遗弃化学武器的回收与销毁，就统称为哈尔巴岭工程。
2008年12月-2009年1月间，中日双方于哈尔巴岭日遗化武埋藏点2号坑试掘，回收了641枚埋藏的遗弃化学武器并对炮弹周围的土质等实施调查。2014年11月30日上午，在哈尔巴岭日本遗弃在华化学武器销毁设施所在地，中日两国政府有关部门负责人共同宣布哈尔巴岭日遗化武试销毁作业正式开始。截至2020年3月，哈尔巴岭销毁设施使用受控引爆技术与静态引爆技术销毁了总共17,361件遗弃化武。此处遗弃化学武器的销毁原定于2022年结束，但可能会受到2019冠状病毒病疫情的影响无法按照原定日期完成销毁的目标。